# HSBC Bank Argentina

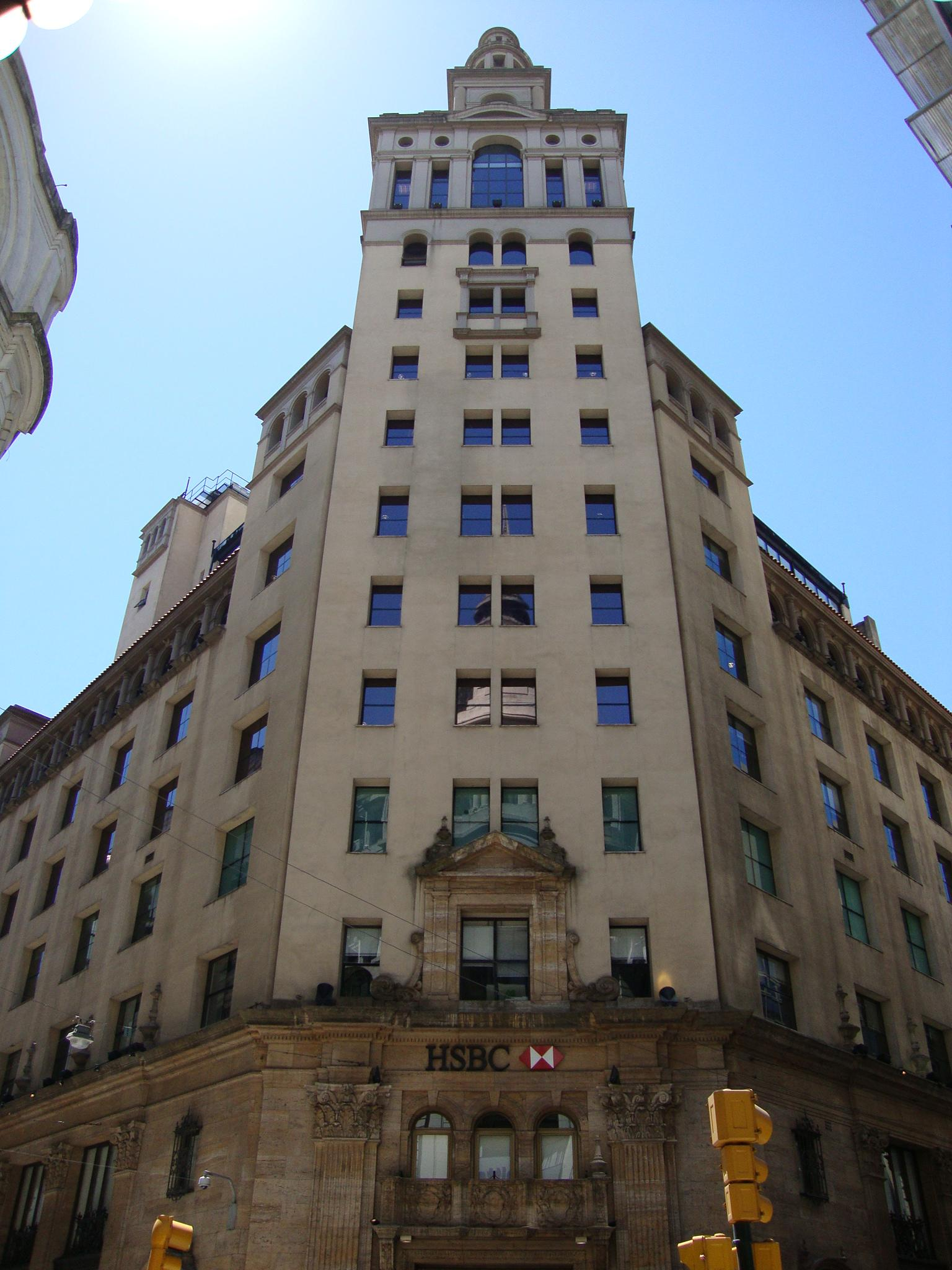
Hauptsitz der HSBC Bank Argentina in Buenos Aires

Die HSBC Bank Argentina S.A. ist die wichtigste HSBC-Betriebsgesellschaft in Argentinien. Sie ist die siebtgrößte Bank des Landes und bietet über 1,2 Millionen Kunden Bank- und Finanzprodukte und -dienstleistungen, darunter Geschäfts-, Privat- und Firmenkundengeschäfte. Im April 2024 einigte sich HSBC auf den Verkauf seiner Bankgeschäfte in Argentinien an die Banco Galicia. Der Rebranding-Prozess dauerte etwa 12 Monate.
Aufgrund der Übernahme durch die Galicia Financial Group wird erwartet, dass sich HSBC Argentina am 6. Dezember 2024 vom globalen Netzwerk der HSBC Group trennen und zur Marke Galicia Más wechseln wird, wodurch HSBC offiziell in Argentinien nicht mehr existiert. nach 32 Jahren ununterbrochenem Betrieb im Land.

## Geschichte
Die Midland Bank erwarb 1987 eine Beteiligung an der Banco Roberts, einer 1903 von der historischen Anglo-South American Bank gegründeten Tochtergesellschaft. Die HSBC-Gruppe erwarb Midland 1992. 1997 erwarb die Gruppe die restlichen Anteile der Roberts Group-Holdinggesellschaft und benannte sie um es HSBC Argentina Holdings SA.
Im Jahr 2006 gab HSBC bekannt, dass es eine Vereinbarung mit der Banca Nazionale del Lavoro SpA unterzeichnet hatte, um deren Bankgeschäfte in Argentinien, Banca Nazionale del Lavoro S.A. (BNL), für 155 Millionen US-Dollar zu erwerben. BNL war 1960 in Argentinien tätig und hatte 91 Filialen in 18 Provinzen, 700.000 aktive Privatkunden und 26.700 Geschäftskunden, als die HSBC-Übernahme am 28. April 2006 abgeschlossen wurde. HSBC benannte die argentinischen Aktivitäten von BNL in „BNL en Argentina es HSBC“ um. (BNL in Argentinien ist HSBC) und hielt zwei Jahre lang die Verbindung zu BNL aufrecht, hauptsächlich für die Gemeinschaft von 70.000 italienische Argentinier beziehen Renten aus Italien.
Die Gruppe hatte ihren Hauptsitz seit 1996 in Buenos Aires in einem Hochhaus an der Avenida de Mayo und zog 2009 in den historischen, ehemaligen Hauptsitz der Banco Popular Argentino um. Das von Antonio und Carlos Vilar entworfene Platereske-Gebäude wurde 1931 fertiggestellt. Es befindet sich in der Florida Street und ging mit der Übernahme der Banco Popular im Jahr 1996 in den Besitz der Banco Roberts über. Im Anschluss an die Fusion von Roberts wurde es an HSBC Argentina übertragen.

### Vorfall vom 20. Dezember 2001
Am 20. Dezember 2001, auf dem Höhepunkt der Unruhen im Dezember 2001 in Argentinien, eröffneten HSBC-Sicherheitskräfte aus dem Inneren des HSBC-Hauptquartiers in Buenos Aires das Feuer auf Zivilisten, die zur Plaza de Mayo marschierten, um gegen den zurückgetretenen Präsidenten Fernando de la Rúa zu demonstrieren einen Tag später.
Gustavo Ariel Benedetto wurde in der Folge durch einen 9-mm-Kopfschuss ermordet. Die Sicherheitsvideoaufzeichnungen von HSBC zeigten später, dass das Sicherheitspersonal tatsächlich das Feuer eröffnete, ohne dass dabei eine erhebliche Gefahr bestand, da die Demonstranten das Gebäude nicht betreten konnten.

### Verkauf des HSBC-Betriebs
Am 9. April 2024 berichtete HSBC, dass es sein Geschäft in Argentinien für 550 Millionen US-Dollar an Grupo Financiero Galicia und Galicia Bank verkauft habe. Damit wird Galicien das führende private Finanzinstitut des Landes und das zweitgrößte nach der Banco Nación.
Die Transaktion umfasst den Verkauf aller Geschäftsbereiche von HSBC Argentina, einschließlich der Bank, Asset Management und ihrer Versicherungsgesellschaft, zusätzlich zu 100 Millionen US-Dollar an nachrangigen Schuldtiteln der HSBC Bank Argentina.
HSBC Holdings plc geht davon aus, dass nach der Neuklassifizierung des Geschäfts als zur Veräußerung gehalten im ersten Quartal 2024 ein negativer Vorsteuereffekt in Höhe von einer Milliarde US-Dollar (922 Millionen Euro) erwartet wird. Die Transaktion würde innerhalb der nächsten 12 Monate abgeschlossen sein, was bereits mit der Verabschiedung der erforderlichen Vorschriften geschehen war.
Am 26. November 2024 berichtete HSBC Argentina auf ihrer Website, dass die letzte Phase der Übernahme und der Wechsel der Handelsmarke für den 6. Dezember 2024 geplant sei, dem Tag, an dem HSBC in Argentinien offiziell aufhören würde, zu existieren:
„Wir möchten Sie darüber informieren, dass der Abschluss des Verkaufs von HSBC Argentina an Grupo Financiero Galicia und Banco Galicia voraussichtlich am 6. Dezember 2024 abgeschlossen sein wird. Von diesem Moment an werden Grupo Financiero Galicia und Banco Galicia Eigentum an HSBC Argentina erwerben, die den vorläufigen Namen Galicia Más tragen wird und bis zur Integration von Banco Galicia und Galicia Más getrennt von der Banco Galicia operieren wird voraussichtlich im Jahr 2025.“